# Eukoenenia sendrai
Espèce
Eukoenenia sendrai est une espèce de palpigrades de la famille des Eukoeneniidae.

## Distribution
Cette espèce est endémique du Pays valencien en Espagne. Elle se rencontre dans la grotte Cova de las Meravelles à Llombai dans la province de Valence.

## Publication originale
- Barranco & Mayoral, 2014 : New palpigrades (Arachnida, Eukoeneniidae) from the Iberian Peninsula. Zootaxa, no 3826 (3), p. 544–562.